# Bambus trzcinowaty
Bambus trzcinowaty (Bambusa bambos (L.) Voss) – gatunek wieloletniej rośliny z rodziny wiechlinowatych (traw). Występuje w lasach tropikalnych zwrotnikowych bądź podzwrotnikowych płd. części Chin, w Indochinach, Indii, Japonii.
Uprawiany tam jako materiał budulcowy ze względu na swoją lekkość i wytrzymałość. Używany do budowy domów, łodzi, lekkich konstrukcji mostowych. Z grubszych części wyrabiane są rury do odprowadzania cieczy, np. wody. W gospodarstwie domowym bambus trzcinowaty służy do wyrobu części mebli i narzędzi gospodarczych.
W naturze roślina ta tworzy pusty pień w środku o średnicy dochodzącej do 20 cm oraz wyrasta na wysokość dochodzącą do kilkunastu metrów.
Kwiaty w kłosach dwu lub wielokwiatowe, obupłciowe. Owoc – tzw. ziarniak.
Młode pędy są częściami jadalnymi.